# آما آسانته
آما آسانته (انگلیسی: Amma Asante؛ زادهٔ ۱۳ سپتامبر ۱۹۶۹) بازیگر، کارگردان فیلم و فیلم‌نامه‌نویس غنایی‌تبار اهل بریتانیا است. وی از سال ۱۹۸۶ میلادی تاکنون مشغول فعالیت بوده‌است. در سال ۲۰۰۵ او برندهٔ جایزه بفتای بهترین فیلم اول یک نویسنده، کارگردان یا تهیه‌کننده بریتانیایی شد.
از فیلم‌ها یا مجموعه‌های تلویزیونی که وی در آن‌ها نقش داشته‌است، می‌توان به خانم آمریکا، سرگذشت ندیمه، جایی که دست‌ها لمس می‌کنند و یک پادشاهی متحد اشاره نمود.